# Christian Juncker
Christian Juncker (født 10. juni 1975 i Holstebro) er en dansk musiker og sangskriver, som har udgivet en række dansksprogede album.  
Han debuterede i 1995 med bandet Bloom. Sammen med sin ven Jakob Groth Bastiansen dannede han duoen Juncker i 2002. I 2004 udgav de sammen albummet Snork City, med radiohittet "Mogens og Karen". Bastiansen forlod dog gruppen efter gruppens anden udgivelse, Det Sorthvide Hotel, og Juncker fortsatte på egen hånd.
I 2009 skrev han sangen "Når Jeg Lukker Øjnene" på Helene Blums album En gang og altid, og året efter skrev han sammen med Klaus Lynggaard "Gennem Marv og Ben" til Blums tredje studiealbum Liden sol.
Juncker er desuden kendt for “Havana” fra tv-programmet ‘Kurs mod fjerne kyster’, samt “Mintgrøn Sommerfugl”, “Venner & brødre”, “Kommet for at blive” og “Havblik”.

## Privatliv
I slutningen af 2020 blev han hårdt ramt af covid-19 og lå på intensivafdeling i 10 dage, efterfulgt af måneders genoptræning.

## Diskografi
- 2004 Snork City
- 2006 Det Sorthvide Hotel
- 2007 pt.
- 2012 Noia Noia
- 2014 L'esprit de l'escalier 99-13
- 2016 Bivirkninger
- 2018 Globus NV
- 2021 Længere Nede Ad Vejen
- 2023 Nattergalen findes